# Mengisjevo
Mengisjevo, Mengiševo of Mengishevo (Bulgaars: Менгишево) is een dorp in het oosten van Bulgarije. Het dorp ligt in de gemeente Varbitsa, oblast Sjoemen. Het dorp ligt hemelsbreed ongeveer 35 km ten zuidwesten van Sjoemen en 272 km ten noordoosten van Sofia.

## Bevolking
Op 31 december 2020 woonden er 483 personen in het dorp Mengisjevo, een stijging ten opzichte van 458 inwoners in 2011. Het aantal inwoners vertoonde echter al tientallen jaren een dalende trend: in 1946 woonden er nog 997 personen in het dorp.
| Bevolkingsontwikkeling van Mengisjevo tussen 1934 en 2020 |
| --------------------------------------------------------- |
|                                                           |
| ■ Volkstellingen ■ Schatting                              |

Het dorp heeft een gemengde bevolkingssamenstelling. In de optionele volkstelling van 2011 identificeerden 186 van de 378 ondervraagden zichzelf als etnische "Roma", gevolgd door 125 etnische "Turken" en 38 etnische "Bulgaren". De overige ondervraagden hebben geen etnische achtergrond gespecificeerd.
| Etnische samenstelling van de respondenten (2011) | Etnische samenstelling van de respondenten (2011) | Etnische samenstelling van de respondenten (2011) | Etnische samenstelling van de respondenten (2011) | Etnische samenstelling van de respondenten (2011) |
| ------------------------------------------------- | ------------------------------------------------- | ------------------------------------------------- | ------------------------------------------------- | ------------------------------------------------- |
|                                                   |                                                   |                                                   |                                                   |                                                   |
| Bulgaren                                          | Bulgaren                                          |                                                   | 10,1%                                             | 10,1%                                             |
| Turken                                            | Turken                                            |                                                   | 33,1%                                             | 33,1%                                             |
| Roma                                              | Roma                                              |                                                   | 49,2%                                             | 49,2%                                             |
| Anders/Onbekend                                   | Anders/Onbekend                                   |                                                   | 7,6%                                              | 7,6%                                              |

Van de 458 inwoners die in februari 2011 werden geregistreerd, waren er 93 jonger dan 15 jaar oud (20,3%), gevolgd door 298 personen tussen de 15-64 jaar oud (65,1%) en 67 personen van 65 jaar of ouder (14,6%).